# William Molyneux (2. hrabia Sefton)
William Philip Molyneux (ur. 18 września 1772, zm. 20 listopada 1838) – brytyjski arystokrata, sportowiec i hazardzista, członek najbliższego otoczenia księcia-regenta, jedyne dziecko Charlesa Molyneux, 1. hrabiego Sefton i Isabelli Stanhope, córki 2. hrabiego Harrington.
Pasjonował się polowaniami i uwielbiał biegać. Posiadał wielką stadninę chartów. Częstym polowaniom sprzyjała duża liczba zajęcy na ziemiach Molyneuxów. Sefton ufundował nawet puchar dla najlepszego myśliwego, zwany Waterloo Cup. Na jego gruntach zbudowano również Waterloo Hotel. Razem z lordem Worcester, lordem Barrymore, sir Johnem Laidem i pułkownikiem Berkeley'em był założycielem Klubu Czterech Koni. Członkowie Klubu urządzali wyścigi powozów zaprzężonych w 4 konie (stąd nazwa Klubu) z George Street do Saint Hill. Strój klubowy składał się z niebieskiego i żółtego płaszcza oraz czarnej apaszki.
1 stycznia 1792 r. w Londynie, poślubił Marię Margaret Craven (26 kwietnia 1769 - 9 marca 1851), córkę Williama Cravena, 6. barona Craven i lady Elisabeth Berkeley, córki 4. hrabiego Berkeley. William i Maria mieli razem czterech synów i sześć córek:
- Charles William Molyneux (1796, zm. 1855), 3. hrabia Sefton, ożenił się z Mary Augustą Gregg-Hopwood, miał dzieci
- Caroline Harriett Molyneux (zm. 8 lutego 1866), żona Charlesa Towneley'a, miała dzieci
- Georgiana Isabella Frances Molyneux (zm. 26 czerwca 1826), żona Charlesa Williama Grenfella, miała dzieci
- Maria Molyneux (zm. 3 maja 1872)
- Louisa Anne Maria Molyneux (zm. lipiec 1855)
- Frances Molyneux
- Katherine Molyneux (zm. 25 marca 1855)
- podpułkownik George Berkeley Molyneux (16 lipca 1799, zm. 27 sierpnia 1841)
- podpułkownik Henry Richard Molyneux (27 sierpnia 1800, zm. 23 maja 1841)
- Francis George Molyneux (5 marca 1805, zm. 24 maja 1886), ożenił się z lady Georgianą Jemimą Ashburnham, miał dzieci

Sefton był krewnym Marii Fitzherbert, pierwszej żony księcia Walii.
Kapitan Gronow opisał Seftona jako wielkiego garbusa (...), który przegapił większość nadarzających mu się okazji.